# Luật 34
Luật 34 là một meme trên Internet cho rằng nội dung khiêu dâm trên Internet có thể liên quan đến mọi chủ đề trong cuộc sống. Khái niệm này thường được miêu tả trong các tác phẩm nghệ thuật của người hâm mộ về các đối tượng bình thường và thường không liên quan đến sự khiêu dâm hay tham gia vào hành vi hoặc hoạt động tình dục. Nó cũng có thể bao gồm các bài viết, phim hoạt hình, hình ảnh, ảnh GIF và bất kỳ hình thức truyền thông nào khác mà internet cung cấp cơ hội để giúp chúng phổ biến và phân phối lại.

## Lịch sử
Cụm từ "Luật 34" được đặt ra từ một truyện tranh trực tuyến ngày 13 tháng 8 năm 2003 có câu chú thích: "Luật #34 Có nội dung khiêu dâm về nó. Không có ngoại lệ." Truyện tranh được vẽ bởi TangoStari (Peter Morley-Souter) mô tả cú sốc của anh ấy khi xem phim hài khiêu dâm của Calvin và Hobbes. Mặc dù truyện tranh đã trở nên mờ nhạt, nhưng câu chú thích này ngay lập tức trở nên phổ biến trên Internet. Kể từ đó, cụm từ đã được điều chỉnh thành nhiều phiên bản khác nhau và thậm chí còn được sử dụng như một động từ. Một danh sách "các luật của Internet" được tạo trên trang web 4chan, bao gồm Luật 34 trong một danh sách các luật đầu môi tương tự, chẳng hạn như Luật 63.
Năm 2008, người dùng trên 4chan đã đăng nhiều phim hoạt hình và hài khiêu dâm minh họa Luật 34; trong tiếng lóng của 4chan, nội dung khiêu dâm có thể được gọi là "quy tắc 34" hoặc "pr0nz". Từ điển Châm ngôn Hiện đại tuyên bố rằng Luật 34 bắt đầu xuất hiện trên các bài đăng trên Internet vào năm 2008."
Khi Luật 34 tiếp tục lan truyền trên Internet, một số phương tiện truyền thông truyền thống bắt đầu đưa tin về nó. Một bài báo trên The Daily Telegraph năm 2009 đã liệt kê Luật 34 là luật thứ ba trong số "10 quy tắc và luật" hàng đầu về Internet. Một câu chuyện của CNN năm 2013 cho biết Luật 34 "có thể là quy tắc Internet nổi tiếng nhất" đã trở thành một phần của văn hóa chính thống. Vào ngày 14 tháng 11 năm 2018, một người dùng phát trực tiếp trên Twitch có biệt danh là "Drypiss" đã tổ chức sinh nhật lần thứ 18 của mình bằng cách đăng một video lên Twitter trong đó anh ấy tra cứu các bức ảnh theo Luật 34; sau đó, video và phản hồi của nó đã được The Daily Dot đưa tin.
Fan fiction đã khiêu dâm hóa nhiều nhân vật chính trị từ cuộc bầu cử tổng thống Hoa Kỳ 2016 và sự cố tắc nghẽn kênh đào Suez năm 2021 bởi tàu chở côngtenơ Ever Given. Những cuốn sách ngắn giá rẻ có tên "Tinglers" đã mô tả những con khủng long và máy bay được nhân hóa với các hành vi tình dục. Một tác giả có bút danh, Chuck Tingle, đã xuất bản tác phẩm khiêu dâm đen tối về Brexit, kể về việc quan hệ tình dục với một đồng xu một bảng Anh khổng lồ từ tương lai, vài giờ sau khi cuộc trưng cầu dân ý được thông qua.

## Phân tích
Theo các nhà nghiên cứu Ogi Ogas và Sai Gaddam, lý do khiến câu cách ngôn này được nhiều người đồng ý vì đó là một sự thật hiển nhiên đối với bất kỳ ai lướt Web. Ogas nói rằng sau nghiên cứu năm 2009–2010, việc hợp nhất ngành công nghiệp khiêu dâm vào các công cụ tổng hợp video có thị phần lớn đã làm giảm khả năng hiển thị của các video trên thị trường. Các trang web trực tiếp ủng hộ nội dung chính thống bằng cách hướng người dùng đến nội dung đó và gián tiếp bằng cách gây bất lợi cho các nhà sản xuất nhỏ không đủ khả năng thực hiện các biện pháp chống lại sự vi phạm bản quyền một cách gay gắt, khiến người ta nghi ngờ về khả năng theo kịp thị trường của quy tắc này.
Cory Doctorow kết luận, "Luật 34 có thể được coi là một kiểu cáo buộc Web, là nơi dừng chân của những kẻ lập dị, nhưng được nhìn qua lăng kính của chủ nghĩa quốc tế, cho thấy một sự tinh tế nhất định - một cách tiếp cận cuộc sống sành điệu."
John Paul Stadler kết luận rằng Luật 34 phản ánh việc hệ thống hóa sự lệch lạc tình dục thành cấu trúc bản sắc xã hội.

## Các biến thể
Luật ban đầu đã được viết lại và nhắc đi nhắc lại khi nó lan truyền trên Web. Một số biến thể phổ biến bỏ qua sự "Không có ngoại lệ" ban đầu.
- "Luật 34: Có nội dung khiêu dâm về nó."[14]
- "Luật 34: Nếu nó tồn tại, có nội dung khiêu dâm về nó."[4]
- "Luật 34: Nếu nó tồn tại, hoặc có thể tưởng tượng ra, có nội dung khiêu dâm trên Internet về nó."[1]
- "Luật 34: Nếu bạn có thể tưởng tượng ra nó, thì nó tồn tại dưới dạng nội dung khiêu dâm trên Internet."[2]
- "Luật 34(r): Nếu nó tồn tại, sẽ có một cộng đồng Reddit dành riêng cho nó."[2]

## Hệ quả
- "Luật 35: Nếu không có nội dung khiêu dâm, nó sẽ được tạo ra."[15]
- "Luật 36: Sẽ luôn có nhiều thứ chết tiệt hơn những gì bạn vừa thấy."[15]
- "Luật 63: Đối với mỗi nhân vật nam nhất định, sẽ có một phiên bản nữ của nhân vật đó và ngược lại."[16]